# إنجلش فيشر
إنجلش فيشر (بالإنجليزية: English Fisher)‏ هو مدرب ملاكمة أمريكي، ولد في 1928، وتوفي في 1 يونيو 2011.